# Benedetto Reguardati
Benedetto Reguardati (Norcia, 1398 – Florencia, 1469) fue un renombrado médico medieval italiano.

## Biografía
Estudió medicina en el studium generale de Perusa, del que después será profesor y rector. Entre 1420 y 1430 fue médico comunal de Ascoli Piceno y de Perusa. En 1442 entró al servicio del condotiero Francisco Sforza y de su esposa Blanca Maria Visconti a la que trató sus problemas de esterilidad. Le asiste, en 1444, en el parto de su primer hijo, Galeazzo Maria Sforza. Sigue a su servicio en Milán cuando Francisco Soforza se convierte en 1450 en duque de Lombardía. En 1463 se encarga de examinar con su colega Antonio Bernareggio a Dorotea Gonzaga, futura esposa del heredero del ducado milanés. En octubre de 1468 asistirá a la duquesa Blanca María en sus últimos instantes.
Médico de corte de los mejor pagados ―es miembro del Consejo secreto de Milán― es llamado por los gobernantes de otras ciudades italianas como los Médici de Florencia o Sante Bentivoglio de Bolonia. Consejero en la lucha contra la peste de 1348, ejerce la funciones de lugarteniente en Parma y en Pavía. Dio clases en la universidad de esta última ciudad de la que fue miembro de su Comisión de reformadores. A su muerte en 1469, dejó una importante obra fruto de su práctica médica.